# Antonne-et-Trigonant
Antonne-et-Trigonant – miejscowość i gmina we Francji, w regionie Nowa Akwitania, w departamencie Dordogne.
Według danych na rok 1990 gminę zamieszkiwało 1050 osób, a gęstość zaludnienia wynosiła 52 osób/km² (wśród 2290 gmin Akwitanii Antonne-et-Trigonant plasuje się na 407. miejscu pod względem liczby ludności, natomiast pod względem powierzchni na miejscu 521.).